# Tockus flavirostris

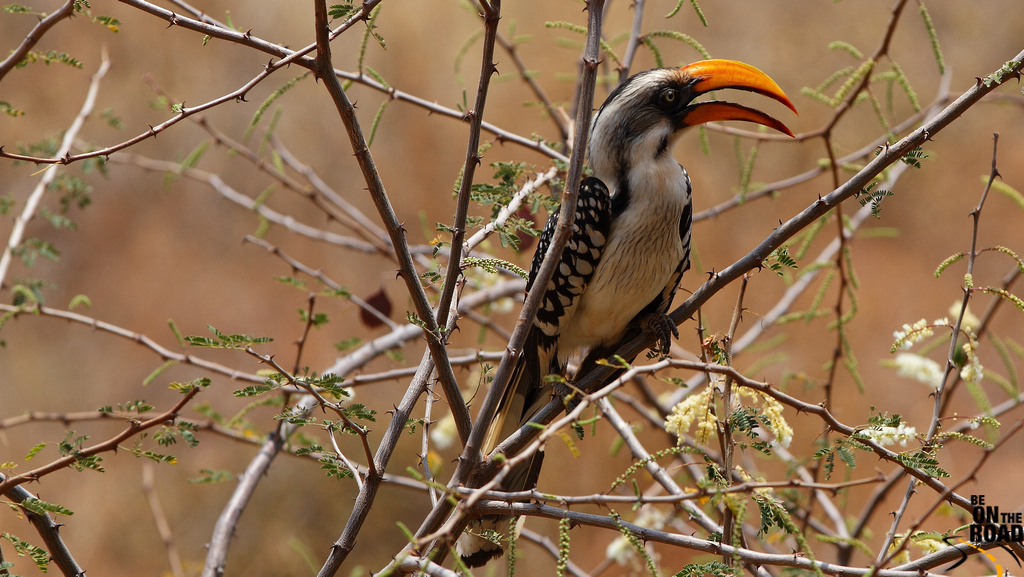
Bucero beccogiallo orientale.

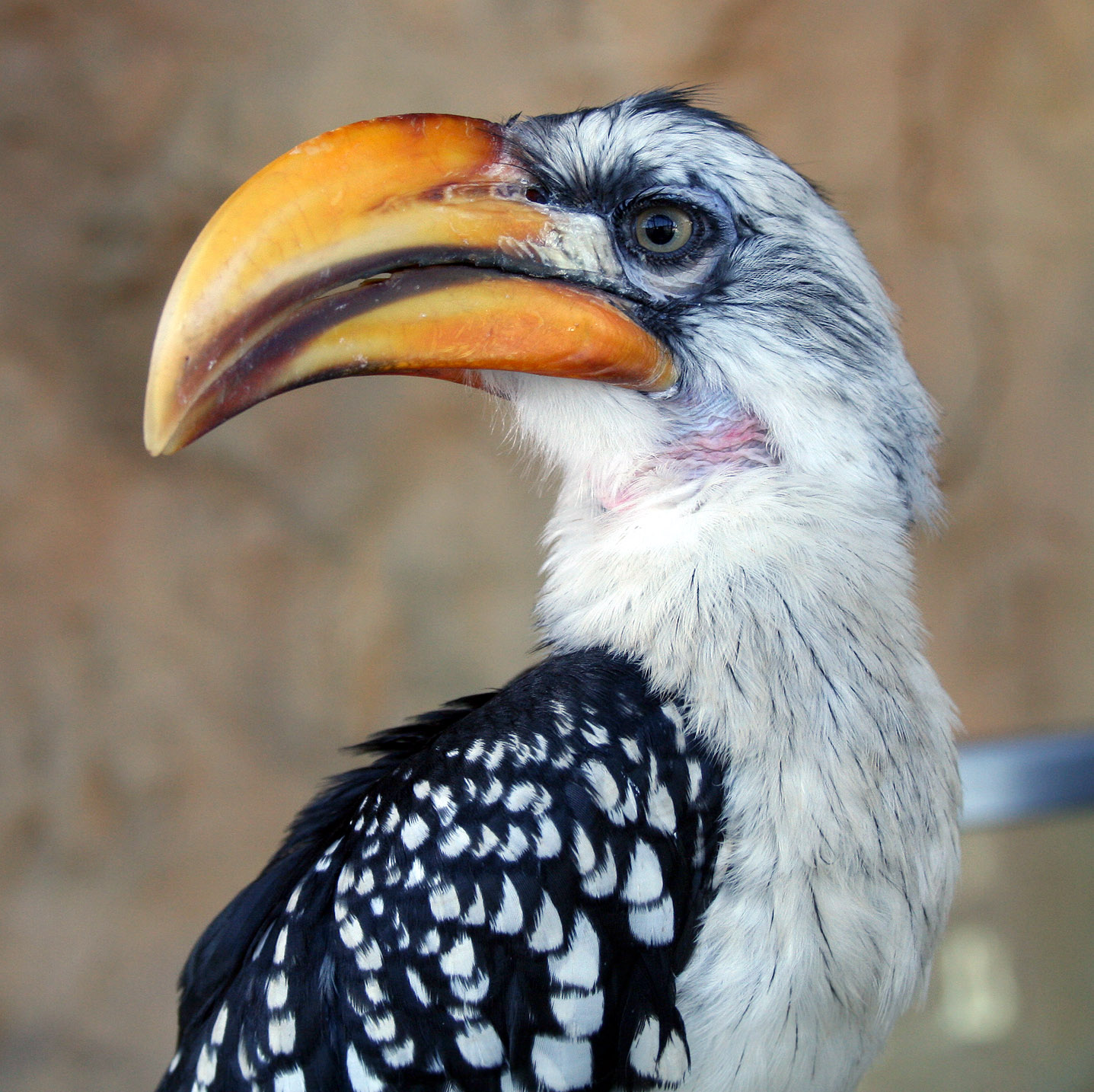
Primo piano di un maschio.

Il buceretto beccogiallo orientale (Tockus flavirostris (Rüppell, 1835)) è un uccello della famiglia dei Bucerotidi originario dell'Africa orientale.

## Descrizione

### Dimensioni
Misura 40 cm di lunghezza, per un peso di 225-275 g nel maschio e di 170-191 g nella femmina.

### Aspetto
Negli adulti il becco è fortemente ricurvo, di colore giallo-arancio, tranne lungo la commessura e sulla punta, dove presenta una tinta bruno-rossastra. Sul ramo superiore, essendo fortemente compresso sui lati, viene a crearsi una sorta di stretta cresta che corre lungo la sommità e garantisce senza dubbio il rafforzamento del becco. Il cappuccio e i lati del collo sono color grigio piombo scuro. La parte sopra all'occhio è percorsa da un largo sopracciglio bianco. La parte inferiore della gola è ricoperta da una zona di pelle nuda gialla, che distingue questa specie da un suo cugino prossimo, il buceretto beccogiallo meridionale, che presenta parti nude color carne scuro. La mantellina e il dorso presentano un colore nero-brunastro diviso da una riga centrale bianca. Le piume della parte superiore del petto e le copritrici alari sono nere con evidenti macchioline bianche. Le remiganti secondarie e primarie formano una barra bianca intervallata da macchie rosso chiare e marroncine. Le parti inferiori sono interamente bianche. Le quattro coppie di timoniere centrali sono nero-brunastre. Le timoniere esterne sono bianche con la base e una banda sub-terminale nera. L'iride è gialla. Sebbene sia leggermente più piccola, la femmina è simile al maschio. I giovani hanno spesso un becco più scuro, in quanto i due rami, color giallo opaco, sono ricoperti da numerose macchioline marroni.

### Voce
I buceretti beccogiallo orientali emettono un richiamo udibile a grande distanza. Producono una grande varietà di suoni, tra cui stridii, fischi, schiamazzi e grugniti.

## Biologia
Il buceretto beccogiallo orientale è sedentario nella maggior parte delle regioni del suo areale. Tuttavia, in Somalia, durante la stagione secca, lascia le regioni di pianura per raggiungere le zone di collina adiacenti. Si nutre soprattutto a terra, dove raccoglie con il becco la maggior parte del cibo, ma si arrampica anche sugli alberi per raccogliere frutti. Quando è sul terreno, si sposta saltellando piuttosto goffamente. Il buceretto beccogiallo orientale vive in coppie o in piccoli gruppi che possono raggiungere una dozzina di individui. È una specie diurna, ma è particolarmente attivo nelle ore più fresche del primo mattino, del tardo pomeriggio e della sera. Al calar della notte questo uccello si appollaia a grande altezza sugli alberi. Il buceretto beccogiallo orientale stabilisce relazioni abbastanza strette con la mangusta nana (Helogale parvula): approfitta della presenza dei gruppi di queste ultime per catturare gli insetti che fuggono da esse, in particolare le locuste. In cambio, funge da sentinella e avverte i piccoli mammiferi con i suoi richiami di allarme in caso dell'avvicinarsi di un predatore. Il bucero beccogiallo orientale ha un volo imponente e alterna di solito brevi planate a serie di lenti battiti d'ala.

### Alimentazione
Il buceretto beccogiallo orientale è poco schizzinoso per quanto riguarda l'alimentazione e molto spesso si accontenta di quel che riesce a trovare. Ortotteri e termiti sono molto frequenti nel suo menu, ma la specie si nutre anche di fichi e dei frutti di Commiphora e Boscia. In alcuni casi arriva perfino a catturare dei serpenti, che uccide sbattendoli con forza su un supporto rigido. Mangia anche lucertole e piccoli mammiferi. Come la maggior parte dei buceri, ingoia con un solo colpo ciò di cui si nutre, ma poi sputa le parti indigeribili come i semi e gli esoscheletri degli insetti. La dieta del bucero beccogiallo orientale è costituita per il 60% da prede animali e per il 40% da vegetali.

### Riproduzione
Il buceretto beccogiallo orientale nidifica da febbraio a marzo in Kenya, da marzo a maggio e probabilmente da ottobre a novembre in Etiopia. Le coppie segnalano il possesso del loro territorio effettuando delle parate durante le quali abbassano la testa e allargano al massimo le ali. Il nido è situato nella cavità naturale di un albero o nella fessura di una falesia rocciosa, tra 1,5 e 4,5 metri di altezza dal suolo. La specie può anche riutilizzare il vecchio nido di un picchio o una cavità scavata da un'altra specie. Il fondo della cavità viene rivestito con trucioli di legno o pezzi di corteccia. I due genitori, la femmina all'interno e il maschio all'esterno, lavorano insieme per ostruire quasi completamente l'ingresso del nido. Il maschio nutre la compagna passandogli abilmente il cibo con l'estremità del becco, attraverso la stretta fessura. La covata comprende due o tre uova. Durante la sua reclusione volontaria, a partire dall'inizio del periodo di incubazione, la femmina muta le remiganti e le timoniere. Dopo tre settimane, rompe la parete che sigilla l'ingresso per aiutare il maschio a nutrire la nidiata. L'entrata viene nuovamente sigillata e i giovani rimangono all'interno per completare l'ultima parte del loro sviluppo. Dopo 40-45 giorni emergono definitivamente ed esercitano le ali prima di alzarsi in volo.

## Distribuzione e habitat

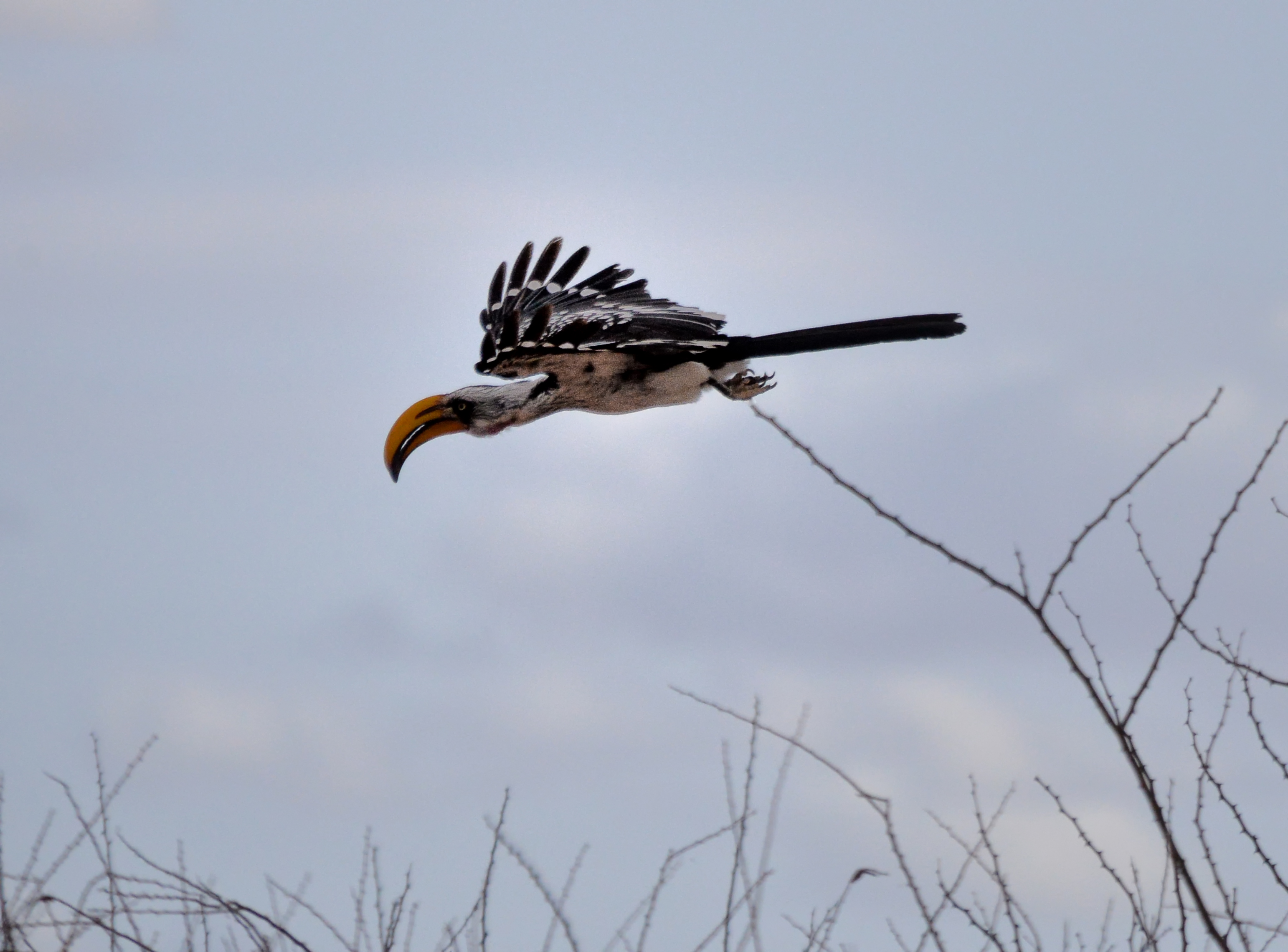
Un esemplare in volo.

Come il buceretto beccogiallo meridionale con il quale forma una superspecie, il buceretto beccogiallo orientale frequenta le savane aperte punteggiate da cespugli spinosi e alberi, nonché le zone boschive con presenza di Commiphora. Questo piccolo albero della famiglia delle Burseracee ha rami di circa 15 cm di spessore e può raggiungere gli 80 cm di altezza; ha fiori giallo-verdastri e piccoli frutti rotondi commestibili.
La specie è endemica delle regioni orientali del continente, nei paesi che circondano il Corno d'Africa. È presente in Etiopia, a Gibuti, in Somalia, nel Sudan del Sud orientale, nell'Uganda nord-orientale, in Kenya e in Tanzania. Gli uccelli del nord della Somalia sono di dimensioni leggermente più modeste; spesso presentano macchie arancioni alla base del becco e, sebbene questa caratteristica non sia permanente, vengono a volte separati dalla sottospecie nominale e trattati come una sottospecie a parte, denominata somaliensis. Tuttavia, la maggior parte degli ornitologi ritiene che queste differenze non siano sufficientemente marcate e continuano a trattare il bucero beccogiallo orientale come una specie monotipica.

## Conservazione
Non è una specie minacciata. Certo, non è molto comune, ma il suo vasto areale comprende molte grandi riserve in cui l'attività umana è limitata. È vulnerabile nelle zone in cui gli alberi vengono abbattuti, in quanto tale pratica riduce notevolmente i suoi siti di nidificazione.